# Komárom-Esztergom
Komárom-Esztergom är en provins i norra Ungern vid statsgränsen till Slovakien. Provinsen är till ytan Ungerns minsta.

## Städer i Komárom-Esztergom
- Tatabánya (67 753) (2012.)
- Esztergom (30 434) (2012.)
- Tata (24 906) (2012.)
- Komárom (19 729) (2012.)
- Oroszlány (18 627) (2012.)
- Dorog (11 996) (2012.)
- Nyergesújfalu (7 552) (2012.)
- Ács (6 965) (2012.)
- Tát (5 405) (2010.)
- Kisbér (5 282) (2012.)
- Lábatlan (4 992) (2012.)
- Bábolna (3 654) (2012.)